# اچ‌ام‌اس فتح (۱۹۱۵)
اچ‌ام‌اس فتح (۱۹۱۵) (به انگلیسی: HMS Conquest (1915)) یک کشتی بود. این کشتی در سال ۱۹۱۵ ساخته شد.